# Alyssa Thomas
Alyssa Thomas (ur. 12 kwietnia 1992 w Harrisburgu) – amerykańska koszykarka, występująca na pozycji silnej skrzydłowej, reprezentantka kraju, obecnie zawodniczka USK Praga, a w okresie letnim  Connecticut Sun w WNBA.
W 2010 została wybrana do I składu All-American przez Parade, ESPN, USA Today. Została też wybrana trzykrotnie najlepszą zawodniczką szkół średnich stanu Pensylwania klasy AAAA (2008–2010). W ostatniej klasie liceum notował średnio 24,3 punktu i 12,8 zbiórki na mecz, zostając liderką wszech czasów szkolnej drużyny w liczbie zdobytych punktów (2291). W 2009 i 2010 nagrodzono ją tytułem MVP dystryktu. Wybrano ją trzykrotnie zawodniczką roku konferencji Mid-Penn.
2 lutego 2021 podpisała kolejna, wieloletnią umowę z Connecticut Sun.

## Osiągnięcia
Stan na 9 listopada 2020, na podstawie, o ile nie zaznaczono inaczej.

### NCAA
- Uczestniczka rozgrywek:
  - NCAA Final Four (2014)
  - Elite 8 turnieju NCAA (2012, 2014)
  - Sweet 16 turnieju NCAA (2012–2014)
  - II rundy turnieju NCAA (2011–2014)
- Mistrzyni turnieju konferencji Atlantic Coast (ACC – 2012)
- Zawodniczka roku ACC (2012–2014)
- Most Outstanding Player (MOP=MVP) turnieju ACC (2012)
- Sportmenka roku ACC (2014)
- Debiutantka roku ACC (2011)
- Wooden Ballott (2012, 2013)
- Zaliczona do:
  - I składu:
    - All-American (2012)
    - turnieju ACC (2012, 2013)
    - ACC (2012, 2013)
    - najlepszych pierwszorocznych zawodniczek ACC (2011)

  - II składu:
    - ACC (2011)
- Zawodniczka tygodnia:
  -     - NCAA według ESPNW (14.02.2013)
    - ACC (7x)
- Debiutantka tygodnia ACC (7x)
- Drużyna Maryland Terrapins zastrzegła należący do niej numer (2014)

### WNBA
- Wicemistrzyni WNBA (2019)
- Zaliczona do:
  - I składu:
    - defensywnego WNBA (2020)[4]
    - debiutantek WNBA (2014)

  - II składu defensywnego WNBA (2017, 2019[5])
- Uczestniczka meczu gwiazd WNBA (2017, 2019[6])
- Liderka WNBA w przechwytach (2020)

### Drużynowe
- Mistrzyni Czech (2019)
- Wicemistrzyni Korei Południowej (2017)
- 3. miejsce w Eurolidze (2019)

### Indywidualne
(* – nagrody przyznane przez portal asia-basket.com)
- MVP sezonu ligi południowokoreańskiej (2018)*[7]
- Najlepsza*:
  - skrzydłowa ligi południowokoreańskiej (2017)*[8]
  - zawodniczka zagraniczna ligi południowokoreańskiej (2018)[7]
- Zaliczona do*:
  - I składu:
    - najlepszych zawodniczek zagranicznych ligi południowokoreańskiej (2015, 2017, 2018)[9][8][7]
    - ligi południowokoreańskiej (2017)[8]

  - II składu ligi południowokoreańskiej (2015)[9]
- Uczestniczka meczu gwiazd ligi południowokoreańskiej (2015, 2017)[9][8]
- Liderka:
  - strzelczyń ligi południowokoreańskiej (2015)[9]
  - w zbiórkach ligi południowokoreańskiej (2015)[9]
  - Euroligi w przechwytach (2019)

### Reprezentacja
- Mistrzyni olimpijska (2024)[10]